# Landkreis Bad Kreuznach

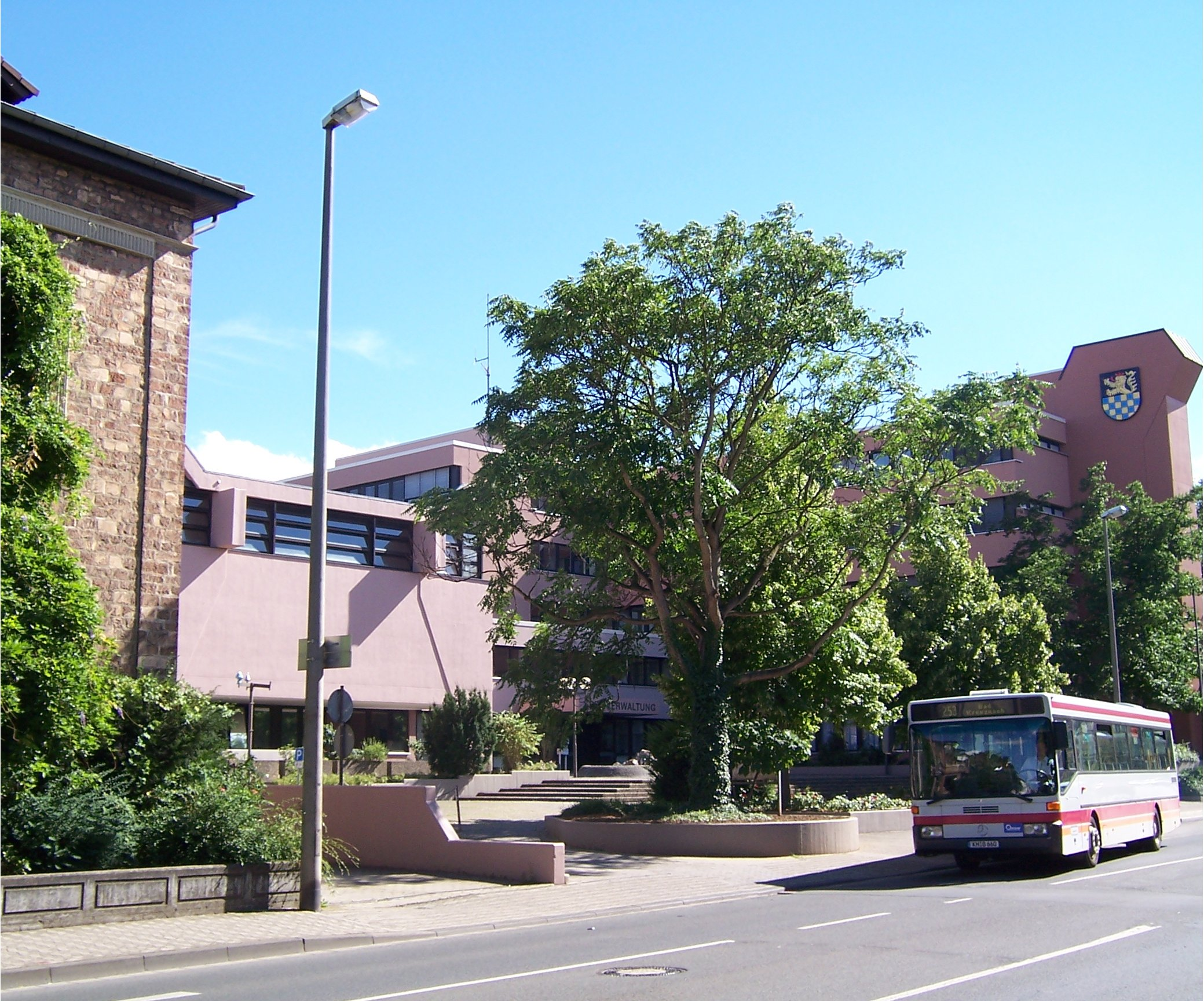
Sitz der Kreisverwaltung: Bad Kreuznach

Der Landkreis Bad Kreuznach ist eine Gebietskörperschaft im Zentrum von Rheinland-Pfalz. Sitz der Kreisverwaltung und zugleich bevölkerungsreichste Kommune ist die gleichnamige verbandsfreie Stadt Bad Kreuznach.

## Geographie

### Lage
Der Kreis Bad Kreuznach umfasst im Osten Teile des Rheinhessischen Tafel- und Hügellandes, im Süden des Nordpfälzer Berglandes und im Westen und Norden des Hunsrücks. Die Hauptachse im Kreis bildet die Nahe, welche von Westen durch Kirn, Bad Sobernheim und Bad Kreuznach fließt und den Kreis im Norden verlässt. Der Kreis Bad Kreuznach bildet mit Teilen des Landkreises Mainz-Bingen und des Donnersbergkreises das Weinbaugebiet Nahe.

### Nachbarkreise
Der Landkreis grenzt im Uhrzeigersinn im Nordosten beginnend an die Landkreise Mainz-Bingen, Alzey-Worms, Donnersbergkreis, Kusel, Birkenfeld und Rhein-Hunsrück-Kreis.

## Geschichte
Bis zum Ende des 18. Jahrhunderts war das Gebiet des heutigen Landkreises Bad Kreuznach in verschiedene kleinere und größere Territorien aufgeteilt.
1794 wurde das Linke Rheinufer während des Ersten Koalitionskrieges besetzt, 1798 wurde das Gebiet von der französischen Direktorialregierung nach französischem Vorbild reorganisiert. Das Gebiet des späteren Kreises Kreuznach war bis 1814 in das Rhein-Mosel-Departement und das Saardepartement aufgeteilt. Nach dem Ende der französischen Herrschaft im linksrheinischen Gebiet (1814) wurde die Region auf dem Wiener Kongress (1815) dem Königreich Preußen zugesprochen. Unter der preußischen Verwaltung wurde 1816 der Kreis Kreuznach im Regierungsbezirk Koblenz neu gebildet, der seit 1822 zur Rheinprovinz gehörte.
1932 wurde der Kreis Kreuznach mit dem Kreis Meisenheim zusammengelegt.
Im Rahmen des ersten Schritts der Kreisreform in Rheinland-Pfalz wurde der Landkreis am 7. Juni 1969 neu zugeschnitten und in Landkreis Bad Kreuznach umbenannt. Neu zum Landkreis kamen
- die Ortsgemeinden Frei-Laubersheim, Fürfeld, Neu-Bamberg und Tiefenthal aus dem aufgelösten Landkreis Alzey
- die Ortsgemeinden Biebelsheim, Bosenheim, Hackenheim, Ippesheim, Pfaffen-Schwabenheim, Planig, Pleitersheim und Volxheim aus dem aufgelösten Landkreis Bingen
- die Ortsgemeinde Kirnsulzbach aus dem Landkreis Birkenfeld
- die Ortsgemeinden Becherbach, Gangloff, Reiffelbach, Roth und Schmittweiler aus dem Landkreis Kusel sowie
- die Ortsgemeinden Altenbamberg, Callbach, Duchroth, Ebernburg, Feilbingert, Hallgarten, Hochstätten, Lettweiler, Oberhausen an der Nahe, Odernheim am Glan und Rehborn aus dem aufgelösten Landkreis Rockenhausen.

Gleichzeitig gab der Landkreis die Ortsgemeinden Bingerbrück, Münster-Sarmsheim, Waldalgesheim und Weiler bei Bingerbrück an den neuen Landkreis Mainz-Bingen sowie die Ortsgemeinden Hoppstädten und Medard an den Landkreis Kusel ab.
Im zweiten Schritt der Kreisreform nahm der Landkreis am 7. November 1970 noch die Ortsgemeinden Bruschied, Kellenbach, Königsau, Schneppenbach und Schwarzerden aus dem Rhein-Hunsrück-Kreis auf und trat die Ortsgemeinde Genheim an den Landkreis Mainz-Bingen ab.

### Einwohnerstatistik

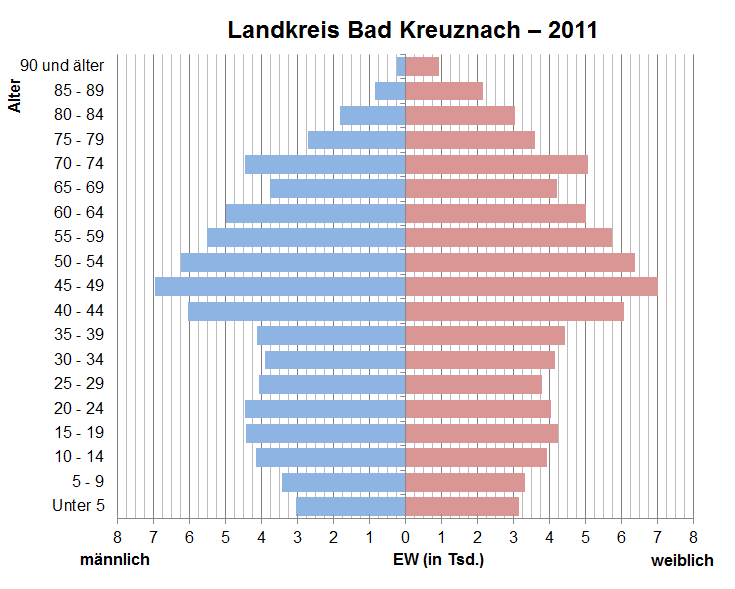
Bevölkerungspyramide für den Kreis Bad Kreuznach (Datenquelle: Zensus 2011)

| Jahr | Einwohner | Quelle |
| ---- | --------- | ------ |
| 1816 | 30.685    | [ 4 ]  |
| 1838 | 51.673    | [ 5 ]  |
| 1871 | 60.771    | [ 6 ]  |
| 1885 | 69.090    | [ 6 ]  |
| 1900 | 77.849    | [ 7 ]  |
| 1910 | 82.871    | [ 7 ]  |
| 1925 | 86.111    | [ 7 ]  |
| 1939 | 104.704   | [ 7 ]  |
| 1950 | 114.837   | [ 7 ]  |

| Jahr | Einwohner | Quelle |
| ---- | --------- | ------ |
| 1960 | 124.600   | [ 7 ]  |
| 1970 | 147.400   | [ 8 ]  |
| 1980 | 146.700   | [ 9 ]  |
| 1990 | 149.500   | [ 10 ] |
| 2000 | 157.600   | [ 11 ] |
| 2010 | 155.544   |        |
| 2018 | 158.080   |        |
| 2022 | 161.307   |        |

### Konfessionsstatistik
Mit Stand 30. Juni 2005 waren von den Einwohnern 45,8 % evangelisch, 33,8 % katholisch und 20,4 % waren konfessionslos oder gehörten einer anderen Glaubensgemeinschaft an. Der Anteil der evangelischen und katholischen Kirchenmitglieder an der Gesamtbevölkerung ist seitdem gesunken, der Anteil am Gesamtbevölkerung der Einwohner mit sonstiger oder ohne Konfession nimmt jährlich um etwa 1 Prozentpunkt zu.
Gemäß dem Zensus 2022 waren im Jahr 2022 35,9 % der Einwohner evangelisch, 27,2 % katholisch, und 36,9 % waren konfessionslos, gehörten einer anderen Glaubensgemeinschaft an oder machten keine Angabe. Mit Stand Juli 2025 waren 32,6 % der Einwohner evangelisch, 24,9 % katholisch und 42,5 % gehörten entweder einer anderen Glaubensgemeinschaft an oder waren konfessionslos.

## Politik

### Kreistag
Der Kreistag des Landkreises Bad Kreuznach besteht aus 50 gewählten Mitgliedern und dem Landrat als Vorsitzendem. Die Kreistagswahl am 9. Juni 2024 führte zu folgendem Wahlergebnis:
| Parteien und Wählergemeinschaften | Parteien und Wählergemeinschaften           | % 2024 | Sitze 2024 | % 2019 | Sitze 2019 | % 2014 | Sitze 2014 | % 2009 | Sitze 2009 |
| CDU                               | Christlich Demokratische Union Deutschlands | 32,2   | 16         | 31,4   | 16         | 37,4   | 19         | 37,0   | 19         |
| SPD                               | Sozialdemokratische Partei Deutschlands     | 21,9   | 11         | 25,1   | 12         | 34,5   | 17         | 32,9   | 16         |
| AfD                               | Alternative für Deutschland                 | 13,8   | 7          | 9,6    | 5          | 5,2    | 3          | –      | –          |
| GRÜNE                             | Bündnis 90/Die Grünen                       | 10,0   | 5          | 15,0   | 7          | 8,1    | 4          | 8,0    | 4          |
| FDP                               | Freie Demokratische Partei                  | 6,1    | 3          | 6,8    | 3          | 4,4    | 2          | 9,9    | 5          |
| BSW                               | Bündnis Sahra Wagenknecht                   | 5,0    | 3          | –      | –          | –      | –          | –      | –          |
| FREIE WÄHLER                      | FREIE WÄHLER                                | 4,7    | 2          | 3,3    | 2          | –      | –          | –      | –          |
| FWG Kreis                         | Freie Wählergruppe Kreis Bad Kreuznach      | 4,5    | 2          | 5,2    | 3          | 7,0    | 3          | 8,8    | 4          |
| DIE LINKE.                        | DIE LINKE.                                  | 1,7    | 1          | 3,7    | 2          | 3,5    | 2          | 3,4    | 2          |
| Gesamt                            | Gesamt                                      | 100,0  | 50         | 100,0  | 50         | 100,0  | 50         | 100,0  | 50         |
| Wahlbeteiligung in %              | Wahlbeteiligung in %                        | 61,9   | 61,9       | 61,1   | 61,1       | 57,5   | 57,5       | 55,3   | 55,3       |

### Landräte
Der Landrat wird in direkter Wahl für acht Jahre gewählt. Die aktuelle Landrätin Bettina Dickes trat ihr Amt am 7. Juli 2017 an. Bei der Stichwahl am 2. April 2017 hatte sie sich mit einem Stimmenanteil von 58,7 % gegen Hans-Dirk Nies (SPD) durchgesetzt, nachdem bei der Direktwahl am 19. März 2017 keiner der ursprünglich vier Bewerber eine ausreichende Mehrheit erreicht hatte. Bei der Direktwahl am 10. November 2024 setzte sie sich im ersten Wahlgang mit 54,8 % gegen ihre Herausforderin Katharina Dahm (SPD) durch und wurde damit für eine zweite achtjährige Amtszeit gewählt.
Die bisherigen Amtsträger:
- 1816–181800Damian Bitter
- 1818–184600Philipp Ludwig Hout[19] (1775–1846)
- 1846–186100Gustav von Jagow (1813–1879)
- 1861–190200Otto Agricola (1829–1902)
- 1903–192000Erwin von Nasse
- 1920–193300Erich Müser (1882–1944), Ausweisung 1923–1924
- 1923–192400Otto Ehrensberger (1887–1968), kommissarisch, später NSDAP
- 19330000000Ernst Schmitt (1896–1972), NSDAP
- 1933–193600Hellmuth Rademacher (1900–1984), DNVP später NSDAP[20]
- 1936–194000Nikolaus Simmer (1902–1986), NSDAP
- 1940–194500Konrad Noell (1904–1965)
- 19450000000Philipp Palm
- 1945–194600Fritz Sieben (1883–1966)
- 1946–196700Philipp Gräf (1902–1979)
- 1967–199000Hans Schumm (1927–2007)
- 1990–199100Walter Zuber (1943–2014), SPD
- 1991–200900Karl-Otto Velten (* 1949), SPD
- 2009–201700Franz-Josef Diel (* 1949), CDU
- seit 20170000Bettina Dickes (* 1971), CDU

### Wappen und Flagge

Der Landkreis Bad Kreuznach führt ein Wappen sowie eine Bannerflagge.
| Wappen des Landkreises Bad Kreuznach | Blasonierung: „Geteilt: oben in Schwarz ein wachsender, rot gekrönter und bewehrter goldener Löwe, unten in vier Reihen geschacht von Blau und Gold.“                                                      |
| Wappen des Landkreises Bad Kreuznach | Wappenbegründung: Der Löwe symbolisiert die ehemals kurpfälzischen Gebietsteile, der untere Schildteil die Besitzungen der Vorderen Grafschaft Sponheim. Das Wappen wurde am 13. September 1939 genehmigt. |

### Partnerschaften
- Bezirk Tempelhof-Schöneberg, Berlin, Deutschland (seit 1963)
- Kirjat Motzkin, Israel (seit 1969)
- Szczytno, Polen (seit 1993)

## Wirtschaft und Infrastruktur
Der Landkreis ist landwirtschaftlich (Wein, Weizen, Raps, Gerste, Mais sowie Viehzucht) geprägt. Lediglich im Osten im Umkreis von Bad Kreuznach ist eine dichtere Konzentration von mittelständischen Unternehmen, vor allem in Produktion und Logistik, festzustellen. Wichtige Zweige sind neben Maschinenbau und Fertigung von Ersatzteilkomponenten vor allem die Weinindustrie, insbesondere Abfüll- und Kellertechnik. Auch der Tourismus spielt im Rahmen der Vermarktung des Naheweines, der Kurstädte Bad Kreuznach und Bad Münster am Stein-Ebernburg, Teilen des Nordpfälzer Berglandes sowie des Hunsrücks eine zunehmend wichtige Rolle.
Im Zukunftsatlas 2016 belegte der Landkreis Bad Kreuznach Platz 226 von 402 Landkreisen, Kommunalverbänden und kreisfreien Städten in Deutschland und zählt damit zu den Regionen mit „ausgeglichenem Chancen-Risiko Mix“ für die Zukunft.

### Verkehr
Im Osten des Landkreises Bad Kreuznach streift die Bundesautobahn 61 (Ludwigshafen–Koblenz) das Kreisgebiet. Die Bundesstraße 41 verbindet die Kreisstadt Bad Kreuznach über Idar-Oberstein und Birkenfeld mit der saarländischen Landeshauptstadt Saarbrücken. Ferner durchziehen die Bundesstraßen 48, 421 und 428 den Landkreis. Ganz am südlichen Rand verläuft die B 420 und durchfährt unter anderem die Gemeinden Meisenheim und Callbach.
Im öffentlichen Personennahverkehr gehört der Landkreis zum Gebiet des RNN. Mehrere Regionalbuslinien verbinden sowohl die Gemeinden untereinander als auch den Landkreis mit größeren Städten wie Bingen am Rhein und Alzey. Zwei Regional-Express und eine Regionalbahn-Linie durchziehen den Landkreis Bad Kreuznach auf der Nahetalbahn zwischen Bingen und Saarbrücken und der Alsenztalbahn zwischen dem Bad Kreuznacher Stadtteil Bad Münster am Stein-Ebernburg und dem pfälzischen Hochspeyer.

## Städte und Gemeinden
(in Klammern die Einwohnerzahl mit Stand vom 31. Dezember 2024)
| Verbandsfreie Stadt                                   |
| - Bad Kreuznach, Große kreisangehörige Stadt (54.168) |

Verbandsgemeinden mit ihren verbandsangehörigen Gemeinden:
(Sitz der Verbandsgemeinde *)
- 1. Verbandsgemeinde Bad Kreuznach
[Sitz: Bad Kreuznach]

1. Altenbamberg (829)
2. Biebelsheim (730)
3. Feilbingert (1532)
4. Frei-Laubersheim (1046)
5. Fürfeld (1691)
6. Hackenheim (2166)
7. Hallgarten (827)
8. Hochstätten (656)
9. Neu-Bamberg (962)
10. Pfaffen-Schwabenheim (1522)
11. Pleitersheim (345)
12. Tiefenthal (135)
13. Volxheim (1140)

- 2. Verbandsgemeinde Kirner Land

1. Bärenbach (490)
2. Becherbach bei Kirn (409)
3. Brauweiler (63)
4. Bruschied (334)
5. Hahnenbach (533)
6. Heimweiler (410)
7. Heinzenberg (29)
8. Hennweiler (1190)
9. Hochstetten-Dhaun (1664)
10. Horbach (41)
11. Kellenbach (256)
12. Kirn, Stadt * (8551)
13. Königsau (64)
14. Limbach (286)
15. Meckenbach (348)
16. Oberhausen bei Kirn (908)
17. Otzweiler (196)
18. Schneppenbach (239)
19. Schwarzerden (240)
20. Simmertal (1887)
21. Weitersborn (196)

- 3. Verbandsgemeinde Langenlonsheim-Stromberg

1. Bretzenheim (2752)
2. Daxweiler (743)
3. Dörrebach (724)
4. Dorsheim (737)
5. Eckenroth (235)
6. Guldental (2465)
7. Langenlonsheim * (4357)
8. Laubenheim (833)
9. Roth (285)
10. Rümmelsheim (1459)
11. Schöneberg (616)
12. Schweppenhausen (901)
13. Seibersbach (1319)
14. Stromberg, Stadt (3514)
15. Waldlaubersheim (884)
16. Warmsroth (540)
17. Windesheim (1813)

- 4. Verbandsgemeinde Nahe-Glan

1. Abtweiler (195)
2. Auen (185)
3. Bad Sobernheim, Stadt * (6564)
4. Bärweiler (203)
5. Becherbach (844)
6. Breitenheim (393)
7. Callbach (330)
8. Daubach (227)
9. Desloch (325)
10. Hundsbach (357)
11. Ippenschied (148)
12. Jeckenbach (206)
13. Kirschroth (290)
14. Langenthal (85)
15. Lauschied (535)
16. Lettweiler (215)
17. Löllbach (183)
18. Martinstein (283)
19. Meddersheim (1311)
20. Meisenheim, Stadt (2910)
21. Merxheim (1436)
22. Monzingen (1561)
23. Nußbaum (474)
24. Odernheim am Glan (1747)
25. Raumbach (432)
26. Rehbach (42)
27. Rehborn (687)
28. Reiffelbach (219)
29. Schmittweiler (167)
30. Schweinschied (137)
31. Seesbach (504)
32. Staudernheim (1451)
33. Weiler bei Monzingen (439)
34. Winterburg (197)

- 5. Verbandsgemeinde Rüdesheim

1. Allenfeld (222)
2. Argenschwang (348)
3. Bockenau (1185)
4. Boos (346)
5. Braunweiler (628)
6. Burgsponheim (217)
7. Dalberg (227)
8. Duchroth (537)
9. Gebroth (143)
10. Gutenberg (1043)
11. Hargesheim (2945)
12. Hergenfeld (502)
13. Hüffelsheim (1276)
14. Mandel (927)
15. Münchwald (290)
16. Niederhausen (580)
17. Norheim (1583)
18. Oberhausen an der Nahe (357)
19. Oberstreit (285)
20. Roxheim (2807)
21. Rüdesheim * (2744)
22. Sankt Katharinen (380)
23. Schloßböckelheim (374)
24. Sommerloch (410)
25. Spabrücken (1212)
26. Spall (185)
27. Sponheim (762)
28. Traisen (621)
29. Waldböckelheim (2212)
30. Wallhausen (1623)
31. Weinsheim (1761)
32. Winterbach (474)

Die folgenden Gemeinden des Landkreises verloren bis heute ihre Eigenständigkeit:
- Wald-Erbach wurde 1920 in die Gemeinde Warmsroth eingegliedert.
- Münster bei Bingerbrück und Sarmsheim wurden am 1. Oktober 1928 zur Gemeinde Münster-Sarmsheim zusammengeschlossen.
- Bad Münster am Stein wurde am 7. Juni 1969 mit der Gemeinde Ebernburg zur Gemeinde Bad Münster am Stein-Ebernburg zusammengeschlossen.
- Dhaun, Hochstädten und Hochstetten b. Kirn wurden am 7. Juni 1969 zur Gemeinde Hochstetten-Dhaun zusammengeschlossen.
- Heddesheim (Nahe) und Waldhilbersheim wurden am 7. Juni 1969 zur Gemeinde Guldental zusammengeschlossen.
- Heimberg und Krebsweiler wurden am 7. Juni 1969 zur Gemeinde Heimweiler zusammengeschlossen.
- Kallenfels wurde am 7. Juni 1969 in die Stadt Kirn eingegliedert.
- Winzenheim wurde am 7. Juni 1969 in die Stadt Bad Kreuznach eingegliedert.
- Eckweiler und Pferdsfeld wurden am 10. Juni 1979 in die Stadt Bad Sobernheim eingegliedert.
- Die Stadt Bad Münster am Stein-Ebernburg wurde am 1. Juli 2014 in die Stadt Bad Kreuznach eingegliedert.

Siehe auch
- Liste der Orte im Landkreis Bad Kreuznach

## Kfz-Kennzeichen
Am 1. Juli 1956 wurde dem Landkreis bei der Einführung des bis heute gültigen Kfz-Kennzeichens (damals noch Landkreis Kreuznach) das Unterscheidungszeichen KH zugewiesen. Es wird durchgängig bis heute ausgegeben.